# 胜利乡 (甘洛县)
胜利乡，是中华人民共和国四川省凉山彝族自治州甘洛县曾经下辖的一个乡。2020年6月，撤销胜利乡，将原胜利乡所属行政区域划归田坝镇管辖。

## 行政区划
胜利乡撤销前下辖以下地区：
胜利村、土榨村、高桥村、雄普村、沙罐村、夹达村、麦地村、友谊村和葵花村。